# Charlotte Hatherley
Charlotte Hatherley (20 de junio de 1979) es una cantante, compositora, músico y guitarrista británica. Inicialmente, se destacó como guitarrista y vocalista de la banda de rock alternativo Ash. Desde que dejó Ash en 2006, ha seguido una carrera en solitario y, también, actuó como instrumentista de gira para Bryan Ferry, KT Tunstall, Bat for Lashes y Birdy. Hatherley, también ha sido miembro de gira de NZCA Lines y, actualmente, es directora musical del artista sudafricano Nakhane.

## Antes de Ash
Antes de formar parte de Ash, Charlotte ejercía de guitarrista en una banda llamada Nightnurse, cuando tan solo tenía 15 años. Por aquel entonces, Tim Wheeler (vocalista y guitarrista de Ash), estaba buscando un segundo guitarrista para la banda, acudió a un concierto de Nightnurse y Charlotte se unió a la banda.

## En Ash
Su debut en directo con Ash fue en el V Festival de 1997, delante de 50,000 personas. El primer material que Charlotte grabó con Ash fue el sencillo "A Life Less Ordinary". Poco después, grabaría su primer disco con la banda, titulado Nu-Clear Sounds. Ella compuso el tema "Grey Will Fade", que salió en la cara B del sencillo "There's a Star". Como curiosidad, destacar que fue ella quien ejecutó todos los instrumentos del tema "Grey Will Fade" (salvo la batería), y que, en su posterior carrera en solitario, su primer álbum se titularía así.
En 2001, Ash grabó el álbum Free All Angels. En 2004, mientras la banda estaba inversa en la grabación del que sería el siguiente disco, Meltdown, Charlotte comenzó a trabajar en su álbum en solitario Grey Will Fade. De este disco, sacó los sencillos "Bastardo", "Kim Wilde" y "Summer", y todos estos, al igual que el disco entero, recibió muy buenas críticas.

## Salida de Ash, inicio en solitario
El 20 de enero de 2006, se anunció que, Hatherley, abandonaba Ash. En un primer momento, se pensó que fue para dedicarse por completo a su carrera en solitario, sin embargo, en una entrevista de julio de 2007, los miembros de la banda, dijeron que le pidieron que se fuese porque querían volver a ser un trío.
El 5 de marzo de 2007, sale su segundo álbum, The Deep Blue, del que salieron dos singles; "Behave", en diciembre, y "I Want You To Know", en febrero del año siguiente. Posteriormente, para promocionar, saldrían otros dos, "Siberia" y "Again". En 2007, abrió para Blondie, en el tour de éstos por UK, y también, tocó la guitarra para Bryan Ferry. En noviembre de ese mismo año, se unió a la banda Client) en calidad de bajista, para completar la gira por Escandinavia y Europa, pues su anterior bajista, había abandonado la agrupación. En la banda Client, Charlotte fue conocida como "Client C".
En octubre de 2008, se anuncia Cinnabar City como el tercer disco de Hatherley, pero este título fue cambiado posteriormente por el de New Worlds. Este disco, salió el 19 de octubre de 2009. Antes de eso, Charlotte anunció en su página web que se iba a unir a la banda Bat for Lashes para los directos a lo largo de 2009.
En febrero de 2012, Hatherley comenzó a actuar bajo el nombre de Sylver Tongue. Lanzó el EP Something Big en noviembre de 2012. Sylver Tongue apoyó a Bat for Lashes en su gira por el Reino Unido de octubre/noviembre de 2012.
En 2017, Hatherley lanzó un álbum en solitario a través de PledgeMusic llamado True Love. Inspirado en su amor por la ciencia ficción, el álbum cuenta la historia de Traveller, una alienígena desconsolada que busca el amor. Recibió una reseña de 4/5 estrellas en The Evening Standard. Su crítico escribió: "La banda sonora de Blade Runner de Vangelis es la inspiración obvia detrás de estos paisajes sonoros etéreos, aunque esto es mucho más que una tarifa fangirl derivada. A Sign y Hook You Up son canciones pop gloriosas por derecho propio, mientras que la voz anhelante de Hatherley asegura que incluso los momentos más robóticos conserven un núcleo humano convincente. El álbum se lanzó oficialmente en junio de 2018. La revista Electronic Sound escribió: "Este es un álbum del que es fácil enamorarse, desde el anhelante 'A Sign' hasta el hermoso 'You Said Goodbye', sus lágrimas electrónicas y su desnudez emocional podrían ser la banda sonora de cualquier amorío roto'.
Se lanzaron tres sencillos del disco, "A Sign", "Night Vision" y "Hook You Up". El EP Night Vision de cinco pistas contenía versiones de canciones del cine, incluido "How Deep Is Your Love" de Bee Gees, cuyo video se realizó en colaboración con la Agencia Espacial Europea.

## Música para cine y teatro (2013-presente)
Hatherley escribió la música para el cortometraje de ciencia ficción The Last Man del director Gavin Rothery. La película se estrenó en el festival FrightFest de Londres en 2014. Hatherley interpretó la partitura en el British Film Institute como parte de su principal enfoque de tres meses en la ciencia ficción en la pantalla, 'Days of Fear and Wonder'. En 2014, Hatherley también compuso la música para la obra de Stella Feehily This May Hurt A Bit, dirigida por Max Stafford-Clark.
En 2019, Hatherley compuso la banda sonora de la película Imogen, que debía estrenarse en el festival de cine AMDOCS de clasificación para los Oscar en Palm Springs, el 27 de marzo de 2020, como parte de la Selección oficial (aplazada debido a la COVID-19). Producida por Margo Mars y Alma Har'el, la película está dirigida por Lola Young y Matt Shea y cuenta con el apoyo de BFI Doc Society y LUSH film fund. La banda sonora se lanzó en mayo de 2020.
En 2021 tocó la guitarra en la partitura del compositor Frank Ilfman para la película Gunpowder Milkshake.

## Vida personal
El exnovio de Charlotte, Edgar Wright, es director de cine conocido por los films Zombies Party y Hot Fuzz. Él fue quien dirigió los videos de Hatherley para dos de sus singles,Summer y Bastardo. Su madre es Patricia Franklin, que ha aparecido en bastantes films "Carry On" en los 60 y 70s. Patricia aparece en los créditos de Zombies Party y Hot Fuzz. También es acreditada en el DVD del Reino Unido de Zombies Party como fotógrafa del equipo.

## Discografía

### En solitario

#### Álbumes
- Grey Will Fade (2004)
- The Deep Blue (2007)
- New Worlds (2009)
- True Love (2017)

#### Sencillos
| Año  | Título                        | Posición en listas | Álbum              |
| Año  | Título                        | R.U.               | Álbum              |
| ---- | ----------------------------- | ------------------ | ------------------ |
| 2004 | "Kim Wilde"                   | —                  | Grey Will Fade     |
| 2004 | "Summer"                      | 31                 | Grey Will Fade     |
| 2005 | "Bastardo"                    | 31                 | Grey Will Fade     |
| 2006 | "Behave"                      | 168                | The Deep Blue      |
| 2007 | "I Want You to Know"          | 108                | The Deep Blue      |
| 2007 | "Siberia"                     | —                  | The Deep Blue      |
| 2007 | "Again"                       | —                  | The Deep Blue      |
| 2007 | "CH V FD (Deep Blue remixes)" | —                  | Sencillo sin álbum |
| 2009 | "White"                       | —                  | New Worlds         |
| 2009 | "Alexander"                   | —                  | New Worlds         |

### Con Ash
Álbumes
- Nu-Clear Sounds (1998)
- Free All Angels (2001)
- Meltdown (2004)